# Teodora Pušić
Teodora Pušić (* 12. März 1993) ist eine serbische Volleyballspielerin.

## Karriere
Pušić begann ihre Karriere bei OK Roter Stern Belgrad. Anschließend spielte sie bis 2017 bei OK Vizura Belgrad. In ihrer Heimat gewann sie von 2011 bis 2013 dreimal in Folge das Double aus Meisterschaft und nationalem Pokal. Nach dem Pokalsieg 2014 gab es 2016 wieder beide Titel. 2017 wurde die Libera mit OK Vizura erneut Meisterin. Im CEV-Pokal wurde sie als beste Annahmespielerin ausgezeichnet. Anschließend gewann sie mit der serbischen Nationalmannschaft die Bronzemedaille beim World Grand Prix. Bei der Europameisterschaft gewann sie mit Serbien im Finale gegen die Niederlande den Titel.
Zur Saison 2017/18 wechselte sie zum deutschen Bundesligisten Allianz MTV Stuttgart. Mit den Stuttgartern beendete sie die Hauptrunde der Bundesliga-Saison 2017/18 als Erste, das Team unterlag jedoch dem SSC Palmberg Schwerin im Play-off-Finale deutlich, im Pokal-Halbfinale gab es das Aus gegen den 1. VC Wiesbaden. Bei der Weltmeisterschaft der Frauen 2018 gelang Pušić mit der Nationalmannschaft der Titelgewinn, ehe sie nach Rumänien zu UVT Agroland Timișoara wechselte. Nachdem sich das Team zum Jahresende zurückgezogen hatte und Pušić zunächst vertragslos war, wurde sie zum Januar 2019 von CSM Târgoviște unter Vertrag genommen. Im Premienjahr wurde Pušić Târgoviște Meisterschaftdritte und gewann im selben Jahr mit der Nationalmannschaft erneut den Europameisterschaftstitel. Nach einem weiteren dritten Platz in der Meisterschaft (2019/20), gelang ihr mir Târgoviște am Ende der Saison 2020/21 erstmals der rumänische Meistertitel. Danach wurde der auslaufende Vertrag Pušić nicht verlängert und sie war zunächst erneut vereinslos.
Im November 2021 wurde Pušić vom deutschen Meister Dresdner SC verpflichtet. Sie war eine Nachverpflichtung aufgrund mehrere Verletzungen im Kader der Elbestädter. Nach dem Ende der Saison 2021/22 wurde ihr Vertrag in Dresden nicht verlängert.